# Bogunka na Gople

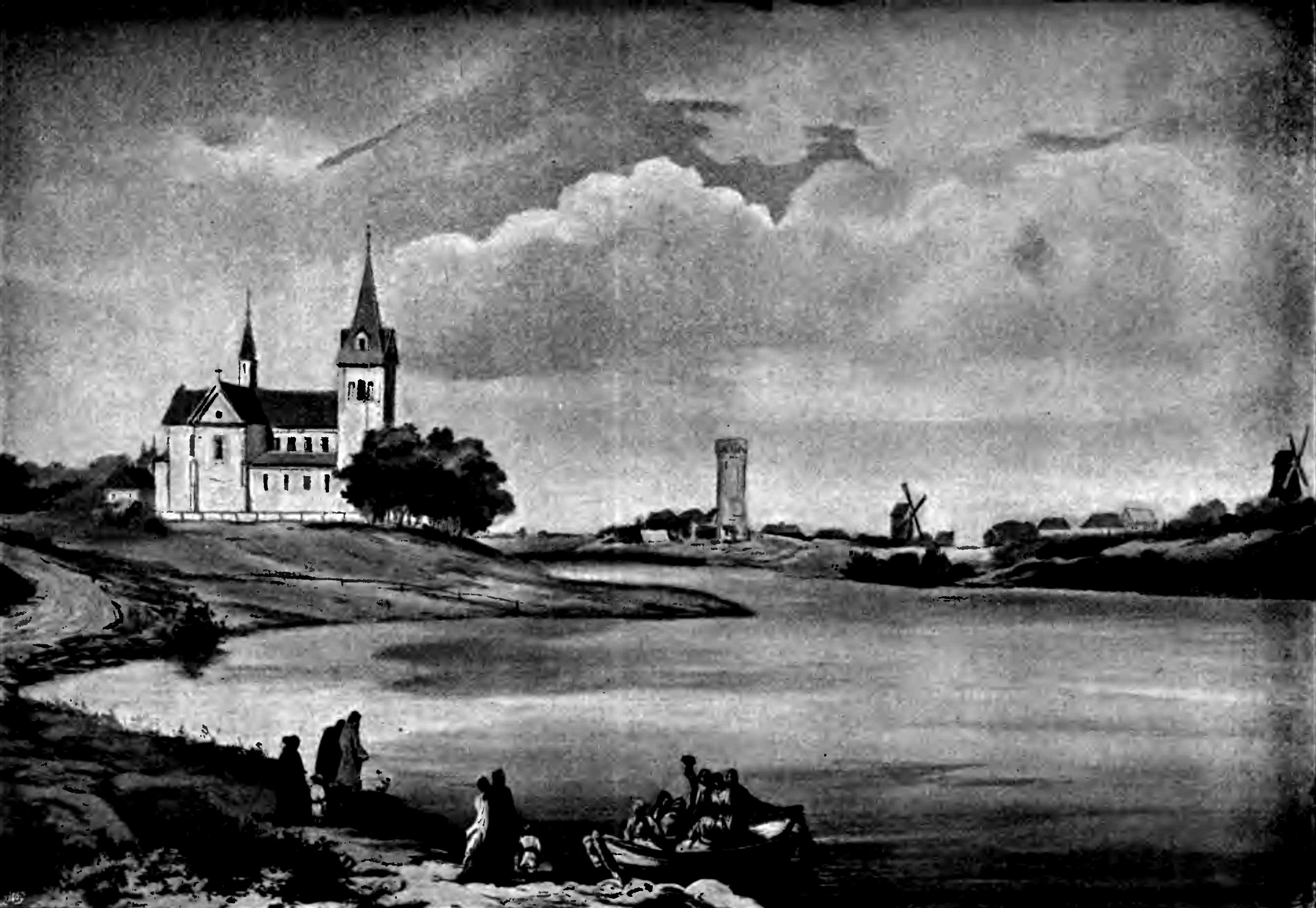
Jezioro Gopło w początku XX wieku

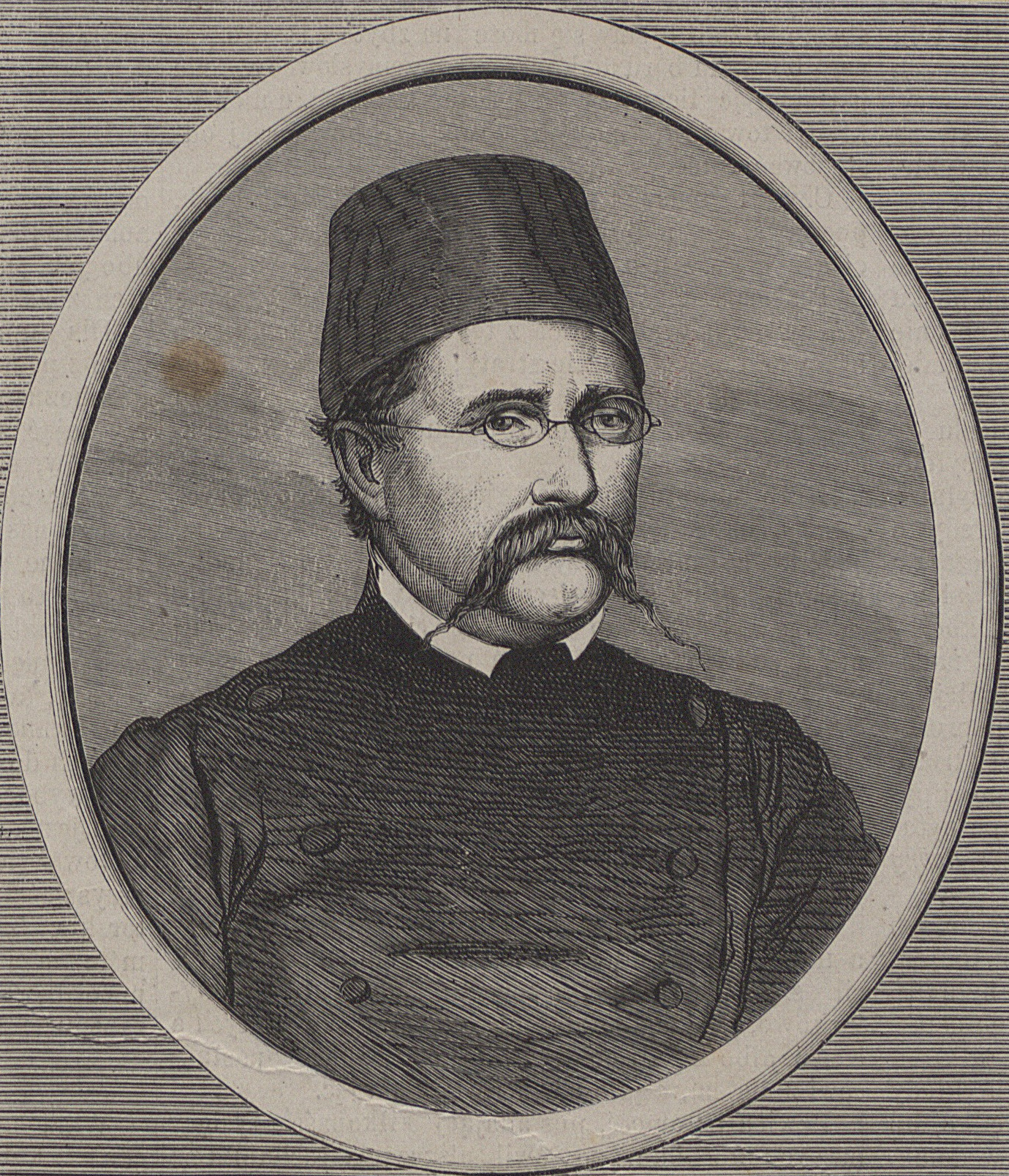
Ryszard Berwiński

Bogunka na Gople – romantyczny, stylizowany na prasłowiańską opowieść, poemat autorstwa Ryszarda Berwińskiego, opublikowany we Wrocławiu w 1840. W 1844 autor opublikował drugą wersję epilogu do dzieła.

## Charakterystyka
Ryszard Berwiński znał jezioro Gopło z własnego doświadczenia i prawdopodobnie pływał po nim łodzią. Pisał, że na jego dnie śpią umarłe bogi. Nadał mu demoniczny charakter, stwierdzając, że Gopło corocznie haracz swój odbiera – corocznie ktoś utonąć w nim musi.
Utwór powstał z chęci oddania ducha prasłowiańszczyzny i zastąpienia braku oryginalnej literatury z czasów pogańskich (napisany jest językiem sztucznie utworzonym, mocno archaizowanym). Świadczy o artystycznych związkach autora z kręgiem Ziewonii oraz jego słowianofilskiej postawie. Według Jarosława Maciejewskiego jest to dzieło trudne w lekturze lecz niezwykle ambitne, dowodzące nie byle jakiego talentu pisarskiego, umiejętności stylizacyjnych i skłonności do symbolicznych interpretacji u dwudziestoletniego pisarza. Autor rozumiał najdawniejsze dzieje narodu jako epokę "gminowładztwa" w duchu lelewelowskim. Pogański gmin bohatersko walczył wówczas z niemieckim feudalizmem – zaborczym pod względem zajmowania przestrzeni i narzucania chrystianizacji. Był to więc spór pomiędzy szlachetnym, rodzimym pogaństwem i agresywnym, obcym chrystianizmem (lepiej, o, lepiej nam było, póki nam z obcej dzierżawy nie zazierano w zanadrza, póki był we czci i wierze święty, przesławny obyczaj pradziadowskiego zakonu! [...] do nas Niemce inny obyczaj przynieśli). Berwiński przyjął ideę Zoriana Dołęgi-Chodakowskiego, w myśl której pieśń ludowa najpełniej oddaje rysy dawnej Słowiańszczyzny. Starał się zatem podjąć próbę rekonstrukcji zaginionej pieśni pogańskiej (z popiołów – zmarłej wielkości, iskry nowego życia). Uważał, że udzielne rządy grabiów i baronów niemieckich zastąpiły wolne gminowładztwo i doprowadziły do upadku narodu. Ziemia, która dawniej była kolebką wolnych, dziś – wolnych mogiła.
Utwór przyniósł młodemu jeszcze wówczas artyście popularność w kręgach i literackich Wrocławia i Wielkopolski. Rokowano mu wielką przyszłość, a nawet zaczęto nazywać "wieszczem". Liczono, że będzie godnym przedstawicielem Wielkopolski na polskim Parnasie. Mimo tych nadziei Berwiński odszedł wkrótce od słowianofilskich idei Przyjaciela Ludu, Kasyna Gostyńskiego i Towarzystwa Literacko-Słowiańskiego. Związał się najpierw z bardziej postępowym skrzydłem ruchu słowianofilskiego, a ostatecznie z demokratami i ruchem narodowo-wyzwoleńczym.
Autor w przypisach do poematu zawarł rozważania na temat rozdwojenia kultury narodowej: na polską i łacińską (ta pierwsza wytworzyła literaturę słowiańsko-polską, a ta druga – literaturę łacińsko-polską).
Postać Bogunki łączy wiele podobieństw z postacią Goplany z Balladyny Juliusza Słowackiego. Jest potwierdzone, że Berwiński przed napisaniem poematu znał czeską balladę Františka Ladislava Čelakovskiego Toman a lesní panna (pol. Toman i leśna panna). Pisał, że Wuk Stefanowicz i Fr. Czelakowski dowodzą, że Leśna Panna i Wila są zabytkiem mitologii starosłowiańskiej; a że Bogunka nadgoplańska ściśle z nimi jest spokrewniona, więc i jej początek aż do tych dalekich czasów odniosłem i dlatego całą prawie powieść o Bogunce na Słowiańszczyźnie oparłem, powodowany nie osobistym widzimisię, ale osnową i duchem przedmiotu.

## Recenzje
Aurelia Wyleżyńska doceniła wyłącznie liryczne ustępy dzieła, które według niej ratują całość i zapowiadają przyszłego poetę. Maria Janion w 1953 wskazała, że utwór był nowym etapem w rozwoju Berwińskiego na drodze pogłębienia w jego twórczości tendencji ludowych, demokratycznych i antyfeudalnych.